# العلاقات الوسط إفريقية الميانمارية
العلاقات الوسط أفريقية الميانمارية هي العلاقات الثنائية التي تجمع بين جمهورية أفريقيا الوسطى وميانمار.

## مقارنة بين البلدين
هذه مقارنة عامة ومرجعية للدولتين:
| وجه المقارنة                                              | جمهورية أفريقيا الوسطى      | ميانمار          |
| --------------------------------------------------------- | --------------------------- | ---------------- |
| المساحة (كم2)                                             | 622.98 ألف                  | 676.58 ألف       |
| عدد السكان (نسمة)                                         | 4.66 مليون                  | 53.37 مليون      |
| الكثافة السكانية (ن./كم²)                                 | 7.48                        | 78.88            |
| العاصمة                                                   | بانغي                       | نايبيداو، يانغون |
| اللغة الرسمية                                             | لغة فرنسية، اللغة السانغوية | اللغة البورمية   |
| العملة                                                    | فرنك وسط أفريقي             | كيات ميانماري    |
| الناتج المحلي الإجمالي (بليون دولار)                      | 1.95 مليار                  | 69.32 مليار      |
| الناتج المحلي الإجمالي (تعادل القوة الشرائية) بليون دولار | 3.03 مليار                  | 282.95 مليار     |
| الناتج المحلي الإجمالي الاسمي للفرد دولار أمريكي          | 323                         | 1.16 ألف         |
| الناتج المحلي الإجمالي للفرد دولار أمريكي                 | 594                         |                  |
| مؤشر التنمية البشرية                                      | 0.350                       | 0.536            |
| رمز المكالمات الدولي                                      | +236                        | +95              |
| رمز الإنترنت                                              | .cf                         | .mm              |
| المنطقة الزمنية                                           | ت ع م+01:00                 | ت ع م+06:30      |

## منظمات دولية مشتركة
يشترك البلدان في عضوية مجموعة من المنظمات الدولية، منها:
| علم المنظمة | اسم المنظمة                        | تاريخ انضمام جمهورية أفريقيا الوسطى | تاريخ انضمام ميانمار |
| ----------- | ---------------------------------- | ----------------------------------- | -------------------- |
|             | مؤسسة التنمية الدولية              | 27 أغسطس 1963                       | 5 نوفمبر 1962        |
|             | يونسكو                             | 11 نوفمبر 1960                      | 27 يونيو 1949        |
|             | مؤسسة التمويل الدولية              | 1 أبريل 1991                        | 3 ديسمبر 1956        |
|             | منظمة حظر الأسلحة الكيميائية       | ?                                   | ?                    |
|             | الأمم المتحدة                      | 20 سبتمبر 1960                      | 19 أبريل 1948        |
|             | الاتحاد الدولي للاتصالات           | 2 ديسمبر 1960                       | 15 سبتمبر 1937       |
|             | منظمة الشرطة الجنائية الدولية      | ?                                   | ?                    |
|             | البنك الدولي للإنشاء والتعمير      | 10 يوليو 1963                       | 3 يناير 1952         |
|             | الاتحاد البريدي العالمي            | ?                                   | ?                    |
|             | وكالة ضمان الاستثمار متعدد الأطراف | 8 سبتمبر 2000                       | 16 ديسمبر 2013       |
|             | منظمة التجارة العالمية             | ?                                   | ?                    |

## وصلات خارجية
- موقع وزارة الخارجية الميانمارية